# Prionyx guichardi
Prionyx guichardi là một loài côn trùng cánh màng trong họ Sphecidae, thuộc chi Prionyx. Loài này được de Beaumont miêu tả khoa học đầu tiên năm 1967.